# Parkersburg (Iowa)
Parkersburg és una població dels Estats Units a l'estat d'Iowa. Segons el cens del 2000 tenia 1.889 habitants.

## Demografia
Segons el cens del 2000, Parkersburg tenia 1.889 habitants, 811 habitatges, i 550 famílies. La densitat de població era de 639,8 habitants/km².
Dels 811 habitatges en un 29,8% hi vivien nens de menys de 18 anys, en un 56% hi vivien parelles casades, en un 9,2% dones solteres, i en un 32,1% no eren unitats familiars. En el 30,7% dels habitatges hi vivien persones soles el 18,7% de les quals corresponia a persones de 65 anys o més que vivien soles. El nombre mitjà de persones vivint en cada habitatge era de 2,33 i el nombre mitjà de persones que vivien en cada família era de 2,89.
Per edats la població es repartia de la següent manera: un 25,1% tenia menys de 18 anys, un 6,6% entre 18 i 24, un 25,7% entre 25 i 44, un 21,5% de 45 a 60 i un 21% 65 anys o més.
L'edat mediana era de 40 anys. Per cada 100 dones de 18 o més anys hi havia 88,8 homes.
La renda mediana per habitatge era de 32.083 $ i la renda mediana per família de 40.313 $. Els homes tenien una renda mediana de 31.949 $ mentre que les dones 20.000 $. La renda per capita de la població era de 16.978 $. Entorn del 5,5% de les famílies i el 7,3% de la població estaven per davall del llindar de pobresa.

## Poblacions més properes
El següent diagrama mostra les poblacions més properes.